# Rugby (mouvement symphonique)
Pour les articles homonymes, voir rugby.
Rugby ou Mouvement symphonique no 2 (H. 67) d'Arthur Honegger est une œuvre symphonique composée en 1928, le deuxième des trois Mouvements symphoniques du compositeur après Pacific 231 et avant le Mouvement symphonique no 3. L'œuvre est créée à Paris le 19 octobre 1928.

## Genèse
Après l'incomparable succès rencontré par le premier Mouvement symphonique Pacific 231 de 1923, Honegger a composé plusieurs œuvres dont le Chant de joie (1923). La composition de son deuxième symphonique le fait réfléchir quant au titre et au sujet. Il hésite un temps entre Football et Rugby et choisit finalement le thème du rugby. La composition de Rugby relève d'une ode à l'exploit physique. Au lycée, Honegger pratique plusieurs sports dont le football, le tennis et la nage. Bien qu'il n'ait pas le profil type d'un sportif émérite, il est un des joueurs qui concourent à la victoire, à réussir l'essai. Dans cette pièce, il souhaite magnifier la beauté de ce sport, son « rythme sauvage, brusque et désordonné » selon les mots du biographe Pierre Meylan.
Honegger précise qu'il ne souhaite pas imiter musicalement ce sport mais précise « Il serait faux de considérer mon morceau comme de la musique à programme. Il cherche tout simplement à exprimer, dans ma langue de musicien, les attaques et ripostes du jeu, le rythme et la couleur d'un matche au stade de Colombes ». Contrairement au jeu rythmique croissant et décroissant de Pacific 231, il ajoute « Dans Rugby, j'ai été poussé par une idée exactement contraire. À la progression quasi systématique de la machine, j'ai voulu opposer la diversité du mouvement humain : ses brusques élans, ses arrêts, ses envolées, ses fléchissements. ».

## Description
Comme Pacific 231, Rugby est une œuvre en un seul mouvement. Son rythme procède d'un travail exemplaire. En apparence, il n'existe aucune organisation rythmique, mais l'écriture en syncope et la vigueur du tempo choisi inspirent à l'œuvre un dynamisme certain. Composé sous forme d'un rondo, deux thèmes sont exposés, facilement repérables. Les traits musicaux suivent les phases du match, les instruments se « passent » les thèmes comme les joueurs se passent le ballon et la polyphonie chère au compositeur reflète les mêlées, propre à ce sport,. Les percussions sont absentes de la partition car Honegger a recherché une forme de pureté dans cette pièce.

## Création, réception et postérité
L'œuvre est créée à Paris par le chef d'orchestre Ernest Ansermet à la direction de l'orchestre symphonique de Paris, une formation éphémère due à la Princesse de Polignac le 19 octobre 1928. Accueillie chaleureusement, l'œuvre n'atteindra toutefois jamais la postérité et le succès de Pacific 231. M. W. Tappolet compare Rugby à une « Ouverture pour un grand match ». L'œuvre sera d'ailleurs jouée plus tard dans le stade de Colombes.

## Influences postérieures
Rugby demeure une des premières œuvres symphoniques d'Honegger, après la notable Pacific 231. Il accède davantage à la maîtrise de l'expression d'un rythme complexe, voire caché. Véritable étude de rythmes, l'œuvre permet au compositeur d'étendre sa palette orchestrale. Selon Marcel Delannoy, Rugby demeure une œuvre de transition dans le cheminement symphonique d'Honegger entre les premières œuvres « fortement imagées » et l'« absolu musical » des symphonies ultérieures.
Rugby a aussi inspiré  la musique d'Ennio Morricone pour le générique de fin du film  Les Incorruptibles

## Discographie sélective
- Arthur Honegger, Rugby - Interprétations historiques sous la direction du compositeur, Label Alpha, 2008 (enregistré en février 1930)
- Georges Tzipine et l'Orchestre de la Société des concerts du Conservatoire, Label Columbia (1958)
- Hermann Scherchen et l'Orchestre philharmonique de Londres, Label Vega (1958)
- Charles Dutoit et l'Orchestre symphonique de la Radiodiffusion bavaroise, Label Erato (1985)
- Jean Fournet et le Radio Philharmonic Orchestra (Pays-Bas), French Orchestral Music, Label Régis, RRC 1328 (1993)
- Jean Martinon et l'Orchestre national de l'ORTF, Label EMI (1971)